# Sonic the Hedgehog CD
Sonic the Hedgehog CD (яп. ソニック ザ ヘッジホッグ CD, Sonikku za Hejjihoggu Shī Dī) — відеогра у жанрі платформер із серії Sonic the Hedgehog, створеної компанією Sega. Sonic the Hedgehog CD є єдиною грою цієї серії, що вийшла на Sega Mega-CD — додаток до консолі Sega Mega Drive. Вперше гра була випущена 23 вересня 1993 року в Японії; в жовтні того ж року гра з'явилася в Європі, а 19 листопада — в США (у цих виданнях гра відома просто як Sonic CD). У 1996 році гра була портована на ПК.
У Sonic the Hedgehog CD вперше з'являються два нових персонажі серії — Емі Роуз та Метал Сонік.

## Сюжет
Сюжет гри продовжує розповідь про нові пригоди їжака Соніка і його протистояння із заклятим ворогом Доктором Еггманом (Роботніком). У центрі сюжету Sonic the Hedgehog CD — планета Little Planet (укр. Маленька планета), яка з'являється над озером Never Lake на рідній планеті Соніка кожен останній місяць в році. Дізнавшись, що на тій планеті перебувають так звані «Камені Часу» (англ. Time Stones), здатні контролювати хід часу, Доктор Роботнік приковує Little Planet ланцюгом до скелі і перетворює її у власну гігантську фортецю. Їжак Сонік, бачачи це, вирушає вгору по ланцюгу для того, щоб дослідити планету. Разом з ним на Little Planet вирушає їжачиха на ім'я Емі Роуз, але там вона виявляється викраденою злою металевою копією Соніка, сконструйованою Еггманом — роботом Метал Соніком. Соніку належить врятувати Емі і зібрати сім Каменів Часу, щоб перемогти Доктора Еггмана і Метал Соніка та звільнити планету.

## Ігровий процес
Про основи ігрового процесу див. Ігровий процес Sonic the Hedgehog і Ігровий процес Sonic the Hedgehog 2.

Титульний екран гри Sonic the Hedgehog CD.

Ігровий процес у Sonic the Hedgehog CD аналогічний попереднім іграм серії: гравець в ролі їжака Соніка повинен проходити лабіринтоподібних рівні, по дорозі знищуючи ворогів — роботів-бадніків Доктора Еггмана, згортаючись для атаки у колючий клубок, і збираючи кільця. Як і в Sonic 1 і Sonic 2 за рівнями також розкидані спеціальні монітори, розбивши один з них, гравець отримує один з бонусів — 10 кілець, захист, що пропадає післяоднокоатного завдання шкоди Соніку, тимчасове збільшення швидкості, тимчасову невразливість, або додаткове життя.
Як і в Sonic the Hedgehog 2, в Sonic CD у Соніка присутній спеціальний прийом — spin dash, який дозволяє йому розганятися на місці (цей рух, однак, має відмінності від аналогічних прийомів в інших іграх серії). На додаток до spin dash в Sonic CD з'являється новий прийом super peel-out, який відрізняється вищою швидкістю, але при цьому не призначений для знищення бадніків, оскільки Сонік не згортається при цьому в клубок.
При смерті Соніка (яка може настати, якщо він впаде в прірву, буде розчавлений або за відсутності кілець торкнеться перешкод), гравець починає рівень спочатку, але він також може зберегтися, якщо пробіжить повз спеціальний стовп. У такому випадку після смерті гравець може продовжити рівень з того місця, в якому він востаннєзберігся. Sonic CD стала першою грою серії, в якій введено автозбереження; для цього викоритсовується внутрішня пам'ять Mega CD або резервний картридж пам'яті. Таким чином, гравець, витратвши всі життя, продовжить гру з першої частини свого останнього відкритого рівня. Гра допускає ще один варіант програшу: якщо гравець не буде керувати Соніком протягом приблизно трьох хвилин, їжак зі словами «I'm outta here!» (укр. Я пішов звідси!) стрибне вниз, за екран; після цього гра закінчиться незалежно від того, скільки у гравця при цьому було життів.
Всі рівні у грі поділені на три частини, і в кінці третьої частини кожного рівня гравцеві належить битися з босом — самим Доктором Еггманом на його черговий бойовій машині, або з Метал Соніком (наприклад, на рівні «Stardust Speedway»). Після перемоги над босом гравець повинен знищити спеціальну капсулу, лише після цього рівень буде завершено. Після кожного закінчення рівня слідує підрахунок ігрових очок, де враховується кількість кілець і час, витрачений на проходження рівня.

### Подорожі в часі
Головною відмінною рисою Sonic the Hedgehog CD від інших ігор серії є можливість подорожувати в часі — побувати в чотирьох різних варіантах кожного ігрового рівня, які є різними періодами часу цього місця: «Теперішньому», «Минулому», «Хорошому Майбутньому» і «Поганому Майбутньому». Щоб переміститися в часі, гравець повинен торкнуться однієї зі спеціальних табличок з написом «Past» (укр. Минуле) або «Future» (укр. Майбутнє), розкиданих по всьому рівню. Сонік повинен пробігти повз одну з таких табличок і протягом декількох секунд зберігати максимальну швидкість. У результаті він переміститься в аналогічне місце на рівні, але в інший період часу. У Минулому таблички для переміщення в Минуле відсутні, в Майбутньому немає табличок для переміщення в Майбутнє, що дозволяє гравцеві в цих періодах часу переміщатися тільки в Теперішнє.
Рівні в різні періоди часу відрізняються плануванням, розміщенням об'єктів, музикою і колірною палітрою. Крім того, стан роботів-ворогів бадніків так само залежить від часу, в якому знаходиться гравець. У Минулому вони мають багато сил і діють повністю справно; в Теперішньому в деяких з них зменшується функціональність; в Майбутньому ж всі машини мають дефекти. Таке «зношування» може впливати на швидкість і атаки бадніків.
Зовнішній вигляд кожного рівня в Майбутньому залежить від дій гравця в іншому часі. Якщо в Минулому він знайде машину, яка створює роботів, і знищить її, то всі роботи в цьому Минулому зникнуть, а Майбутнє, куди надалі переміщається гравець, стає «Хорошим». У варіанті Хорошого Майбутнього немає ворогів і менше небезпек, а пейзаж рівня виглядає як гармонійне переплетення природи і технологій. Якщо ж машина не була знищена, гравець потрапляє в Погане Майбутнє, де повно роботів і різних пасток, а також сильно забруднене довкілля (наприклад, вода отруєна або будівлі пошкоджені). Оскільки третя частина кожного рівня завжди відбувається тільки в Майбутньому, гравець, щоб зробити його Хорошим, повинен спершу створити Хороше Майбутнє в двох попередніх частинах рівня. Майбутнє так само стане Хорошим, якщо Сонік збере всі сім Каменів Часу.
Якщо гравець знищить в Минулому всі роботизуючі машини, то в кінці гри побачить гарну кінцівку. На додаток, в Минулому кожного рівня знаходиться проєктор, який показує як голограма Метал Соніка мучить яку-небудь тварину. Після знищення цієї машини тварини з'являться в Минулому і сьогоденні рівня; в той же час, у Хорошому Майбутньому вони присутні незалежно від того, чи був знищений проєктор.

### Режими гри
На додаток до звичайного режиму гри, в Sonic the Hedgehog CD присутній ще три режими, які можна розблокувати:
- Time Attack — гравцеві належить проходити раунди, які він вже пройшов раніше, на час. Різниця полягає в тому, що на рівнях в цьому режимі відсутні таблички для переміщення в часі, а також тим, що після смерті гравця слідує негайний програш всієї гри. Після проходження рівня час, витрачений на його проходження, з'явиться на спеціальному екрані. Якщо гравець зумів пройти всі рівні на час, то в кінці гри його очікує екран з персонажами гри — Соніком, Емі та Метал Соніком, навколо яких весело граються різноманітні тварини, а також з'являється фраза «Congratulations [initials]! You are greatest player!» (укр. «Вітаємо [ініціали]! Ви відмінний гравець!») 7[джерело?].

- D.A. Garden — дозволяє керувати і змінювати обертання і масштаб Little Planet, а також дає можливість слухати саундтрек з гри. Цей режим відкривається після того, як гравець пройде режим «Time Attack» за 37:27:57 або менше.
- Visual Mode — дозволяє переглядати вступний та фінальний аніме-ролики, а також переглядати концептуальні начерки ігровий анімації. Відкривається після проходження режиму «Time Attack» як мінімум за 25:46:12 або менше.
- Sound Test і Debug Mode — як і в попередніх іграх серії в Sonic the Hedgehog CD присутній особливий режим Debug Mode. Щоб його активувати, на титульному екрані гри потрібно набрати комбінацію ↓ ↓ ↓ ← → A та ↓ ↓ ↓ ← → ПРОБІЛ в залежності від версії гри. Після цього активуєтьсяSound Test- режим в якому можна слухати музику і звукові ефекти гри. При виборі треків FM # 40, PCM # 12, DA # 11 (в ПК-версії PCM # 12, DA # 11) і натисканні клавіші START та ПРОБІЛ, гравець побачить картинку з лисеням Тейлз і автомобілем[5]. Після повернення в гру, стає доступний режим Debug Mode, за допомогою якого гравець може встановлювати різні ігрові елементи і вільно переміщатися по рівнях.

## Рівні
На відміну від більшості ігор серії Sonic the Hedgehog, рівні в Sonic CD називаються раундами, а пронумеровані етапи, з яких вони складаються, — зонами. Щоб закінчити рівень, гравець повинен пробігти повз спеціальну табличку з зображенням Еггмана, що знаходиться в кінці рівня (подібна була присутня в Sonic 1 і в Sonic 2). Усього в грі 7 раундів, кожен з яких поділяється на 3 зони, причому третя зона являє собою битву з босом і завжди відбувається в Майбутньому. Більшість раундів має схожість із зонами з Sonic the Hedgehog 1. Показово, що назви-словосполучення всіх раундів алітераційний — обидва слова в них починаються на одну і ту ж літеру.

### Раунди

«Palmtree Panic Zone 1» в Теперішньому часі.

- Palmtree Panic (укр. Пальмова паніка). Перший раунд у грі, що є тропічної зоною, аналогічною до «Green Hill Zone» в Sonic the Hedgehog. Цей рівень складається з крутих гір і водоспадів, а також повний пальм, на честь яких і отримав свою назву. В ньому мало ворогів, але рідко зустрічаються і таблички для перенесення в інший час. У Минулому раунд виглядає як доісторичне узбережжя, в Поганому Майбутньому всі рослини механізовані, а вода наповнена токсичними відходами. У Хорошому Майбутньому всі рослини цвітуть, а деякі механічні пристосування лише допомагають їм. В кінці першої зони Сонік зустрічає Емі. Бос цього раунду — Доктор Еггман, що сидить на спеціальному механізмі, який складно атакувати з тилу, бо він оснащений руками з пружинами і шипованнимі ногами.
- Collision Chaos (укр. Зіткнення Хаосу). Незвичайний, механізований ліс при цьому стилізований під пінбол-машину, і схожий на «Spring Yard Zone». У Минулому все виглядає недобудованим, в Поганому Майбутньому — більшість машин не підлягають ремонту, а озера на задньому плані повні радіоактивних відходів. Раунд у Хорошому Майбутньому — футуристичне казино блакитного кольору, в якому повно рослин. Друга зона раунду — це один з трьох рівнів в 2D іграх серії, на якому існують дві таблички з Еггманом (іншими були «Spring Yard Zone Act 2» у Sonic the Hedgehog і «Angel Island Zone Act 1» в Sonic the Hedgehog 3). На початку першої зони знову з'являється Емі, але її викрадає Метал Сонік. Бій з босом цього рівня відбувається всередині схожого на пінбол лабіринту, і нагадує бій з босами в грі Sonic Spinball. Соник за допомогою фліпперів та інших пристосувань на рівні повинен дістатися до сидячого на вершині рівня Доктора Роботнік і вдарити його. При цьому Еггман буде заважати їжаку, кидаючи бомби.
- Tidal Tempest (укр. Припливна буря). Стародавні руїни, наполовину затоплені водою. Дуже схожий на «Labyrinth Zone». У Минулому раунд виглядає як підземна печера, не порушена людиною або машиною. У Поганому Майбутньому водні рослини, що знаходяться на рівні, виглядають мертвими, а механізми — іржавими. У Хорошому Майбутньому рівень схожий на гігантський акваріум, в якому багато рослин і риб. Рівень води також змінюється з часом: у Минулому води трохи більше, ніж в Нинішньомучасі, а найбільша кількість — у Майбутньому. У третій зоні Сонік має вдарити Еггмана, котрий тікає від нього, 4 рази, після цього бій відбуватиметься під водою. Еггман оточить свою машину бульбашками повітря і буде стріляти в їжака. Сонік повинен вдихати бульбашки, щоб звільнити шлях до машини Доктора.
- Quartz Quadrant (укр. Кварцовий квадрант). Напівпідземна шахта, повна кварцу й інших мінералів. Рівень складається з рухомих конвеєрів, що змінюють напрямок руху за допомогою перемикачів. Раунд досить заплутаний, тому тут важко розігнатися для переміщення в часі. Вигляд цього рівня різко змінюється протягом часу: у Минулому — це болотиста місцевість з дуже малою кількістю технологій, але великою кількістю кварцу. У Поганому Майбутньому — це надміру механізована шахта в якій відсутній кварц, у Хорошому Майбутньому — підземне місто золотого кольору. Бій з босом відбувається на рухомий конвеєрній стрічці, причому гравцеві не потрібно завдавати ушкоджень Доктору Еггману. Замість цього Соніку належить лише ухилятися від бомб Роботніка і не торкатися шипів у лівій частині; через деякий час машина вибухне сама.
- Wacky Workbench (укр. Дивні приладдя). Індустріальний раунд, що нагадує «Scrap Brain Zone». Особливістю цього рівня є спеціальні підлоги, які можуть мерехтіти від електромагнітних хвиль. Якщо в цей час Сонік буде перебувати на них, він високо відскочить. У Минулому цей рівень ще не добудований, багато предметів не працюють, крізь стіни видно небо. У Поганому Майбутньому завод виглядає занедбаним, а в Хорошому він стає яскравим і динамічним. Близько початку першої зони в Поганому Майбутньому захована статуя Еггмана, яка при наближенні стріляє шипами. У Минулому на її місці стоїть статуя ангела, що дає кільця. Босом раунду є гігантська ракета з сидячим всередині Доктором Еггманом. Після кожного удару зверху падають чотири блоки. Коли електромагнітна хвиля активується на підлозі, блоки піднімуться вгору. За допомогою них гравець повинен дістатися до Еггмана.
- Stardust Speedway (укр. Шосе зоряного пилу). Шосе, прикрашене музичними інструментами і розташоване над величезним містом. Виправдовуючи назву, цей раунд найшвидкісніший в грі. Він також дещо нагадує «Star Light Zone». У Минулому шосе обвите виноградними лозами, а рівень схожий на давньоримське місто. У Поганому Майбутньому раунд перетворився на похмуре, забруднене місто, зі статуєю Еггмана у центрі. У Хорошому Майбутньому — це гігантський футуристичний парк розваг з гарним собором у центрі другої зони. У третій зоні Сонік повинен бігти наввипередки з Метал Соніком.
- ""Metallic Madness"" (укр. Металічне безумство). Це останній рівень в Sonic CD тому

він повен пасток та ворогів [Данні видалені] 

### Special Stages

«Special Stage» першого раунду.

Як і в попередніх іграх серії, на Sonic the Hedgehog CD присутні так звані «Special Stages» (укр. Спеціальні Етапи), необхідні для збору Каменів Часу, еквівалентів Смарагдів Хаосу в цій грі. Доступ на цей етап аналогічний Sonic the Hedgehog: гравець повинен зібрати понад 50 кілець і застрибнути у виникле велике кільце в кінці зони.
Етап являє собою тривимірний плоский майданчик, оточений водою; його зовнішній вигляд залежить від раунду, через який гравець потрапив на «Special Stage». Завдання гравця — знищити шість НЛО, які літають по всьому рівню. Після знищення деяких НЛО гравцеві дається який-небудь бонус: НЛО з жовтими смужками дає кільця, з білими — збільшує швидкість Соніка на певний час. Кожен етап має обмеження в часі, причому, якщо гравець торкнеться води, то час буде відніматися набагато швидше. Кожного разу, коли на таймері залишиться 20 секунд, на середині етапу з'явиться спеціальний НЛО блакитного кольору, після знищення якого на таймер додадуться 30 секунд. На додаток на етапі присутні різноманітні предмети, які можуть допомогти або ускладнити проходження рівня.
Після того, як всі НЛО будуть знищені, Сонік отримає один Камінь Часу. Якщо до кінця гри були зібрані всі сім каменів, всі Майбутні стануть Хорошими, а після завершення гри гравець побачить хорошу кінцівку.
Додатковий, невживаний в грі, спеціальний етап можна побачити, якщо в меню «Sound Test» поставити всі треки на 07. Якщо гравець пройде режим «Time Attack» за 30:21:05 або менше, в тому ж режимі зможе пограти в «Special Stages» на час, при цьому на рівнях буде відсутній таймер, а вода не буде вважатися небезпекою.

### Скасовані рівні
У грі повинен був бути присутнім ще один раунд. Доказ про його існування можна знайти шляхом вивчення ігрових файлів на ПК: у файлах рівнів відсутній другий раунд. В інтерв'ю з Джимом Третеуеєм він заявив, що рівень, найімовірніше, було вирізано, бо не відповідав стандартам якості. Про другому раунді відомо тільки те, що він повинен був знаходитися між «Palmtree Panic» і «Collision Chaos» і як і всі раунди містити три зони.
Ще один не увійшов в гру рівень — це «Bonus Stage» (укр. Бонусний Етап). Його можна було побачити в Sega Summer Catalogue 1992 році. Цей етап був схожий на «Special Stage» з Sonic 1. Крім цієї замітки інформації про цьому рівні більше не з'являлося.

## Розробка гри
Після виходу Sonic the Hedgehog провідний програміст Юдзі Нака був незадоволений жорсткою корпоративною політикою Sega і тому переїхав до Сполучених Штатів, щоб працювати в Sega Technical Institute. Більшість колективу розробників з Sonic Team також виїхало до США, щоб допомогти інструктувати американських розробників. Половина Sonic Team і два з його найважливіших творців, в кінцевому рахунку, почали роботу над Sonic the Hedgehog 2.
Тим часом в Японії розробка Sonic the Hedgehog CD (або на той момент CD Sonic) було покладено на окрему команду розробників на чолі з творцем Соніка Наото Осіма. Спочатку, як було показано в інтерв'ю і вирізці з журналів, Sonic CD повинна була бути портом Sonic the Hedgehog 2, а в деяких виданнях вона згадувалася як Sonic the Hedgehog 2 CD. Проте в ході розробки тип гри Sonic CD значно змінився. Зрештою, геймплей Sonic the Hedgehog 2 був обраний як вигідніший для майбутніх ігор, але це пояснює, чому ігровий процес Sonic CD відрізняється від інших ігор серії. Використання більшості оригінальних спрайтів з гри Sonic the Hedgehog в Sonic CD, також пояснюється цим фактом.
Sonic CD була випущена після Sonic the Hedgehog 2, але до Sonic the Hedgehog 3.

## Музика та аудіо
Саундтрек гри для у північноамериканській і японської версій розрізняється, при цьому європейська і австралійська версії гри мають японський саундтрек. Музика для японської версії була написана Наофумі Хатаєм і Масафумі Огата, і включала дві пісні, виконані Кейко качок: «Sonic — You Can Do Anything» (також знана як «Toot Toot Sonic Warrior», композитор Масафумі Огата) і "Cosmic Eternity — Believe in Yourself "(композитор Наофумі Хатая).
У північноамериканської версії гри, затриманій на кілька місяців, використовувалася нова музика, складена Спенсером Нільсеном. Всі музичні композиції у грі були замінені; виняток становила музика «Минулого», яка знаходилася в PCM audio, а не в Red Book CD Audio. У північноамериканську версію також була додана нова пісня «Sonic Boom», виконана групою Pastiche (Сенді Крессман, Дженні Мельцер та Беккі Уест), яка з деякими відмінностями програвалася в анімаційному вступних і фінальних роликах.
У версіях гри на ПК і в Sonic Gems Collection, випущених в Північній Америці також звучала північноамериканська версія саундтреку. Однак, в останніх версіях гри для північноамериканського ринку був присутній незайманий японський саундтрек, але коли настав час релізу, музика також був замінена. Північноамериканська музика також використовувалася в анімаційних роликах з гри, що входять у вигляді бонусу в Sonic Mega Collection. У європейських версіях гри, за винятком випуску для Sega CD, також був використаний північноамериканський саундтрек.
При запуску версії для Mega-CD на стандартному CD-програвачі, є можливість почути всі треки «Справжнього» і «Майбутнього». Треки «Минулого» — це імпульсно-кодова модуляція, тому відтворюються лише через звуковий тест гри. Однак, порт на ПК включає в себе музику «Минулого» в стандарті звукового компакт-диска, тому вона може бути знайдена ближче до кінця диска.
Різниця саундтреків призвело до суперечок — журнал GameFan дав японсько-європейської версії гри вищу оцінку рівну 100 %, а північноамериканської версії — 70 %, при цьому давши зрозуміти, що це розходження пов'язане зі зміною саундтреку. Редактор GameFan, Дейв Халверсон, пізніше назвав це «злочином, яке залишається найбільшою несправедливістю в історії локалізації». Нільсен пізніше висловив свою думку на цю суперечку: «Вони всі грали в японську версію протягом тижнів або місяців, перш ніж вийшла наша версія, це все одно що, замінити музику до „Зоряних війн“ після виходу фільму. З цієї точки зору, я не можу звинувачувати їх». Тим не менш музика з Sonic CD увійшла до списку «17 гральних саудтреков, що випередили свій час», складений сайтом GamesRadar.
Більшість музичних композицій з північноамериканської версії Sonic CD увійшли в спеціальний альбом Sonic the Hedgehog Boom: The Music from Sonic CD and Sonic Spinball. Пісня «Sonic Boom» увійшла до альбому Blue: The Best of Sonic the Hedgehog. «Sonic — You Can Do Anything» також входила в альбоми SONICTEAM «PowerPlay», Sonic 10th Anniversary і Blue: The Best of Sonic the Hedgehog; «Cosmic Eternity — Believe in Yourself» — у SONICTEAM «PowerPlay», Sonic 10th Anniversary і Colors: The Best of Sonic the Hedgehog Part 2.
Музика з Sonic CD пізніше була використана в подальших іграх серії. Прискорена інструментальна версія пісні «Sonic — You Can Do Anything» (в мелодії якою вгадується музика рівня «Green Hills Zone» з Sonic 2) звучала в іграх Sonic Drift і Sonic Drift 2 після придбання невразливості, а «Sonic Boom» одна з пісень звучать на рівні «Green Hill Zone» уSuper Smash Bros. Brawl. Японська версія «Palmtree Panic» в теперішньому часі це розблоковуваний трек в іграх Mario & Sonic at the Olympic Winter Games і Sonic & Sega All-Stars Racing. Японська версія Справжнього «Metallic Madness» була використана в анімаційному ролику «Man of the Year» зі збірки ігор Sonic Jam і звучить при прийомі All-Star Move Метал Соника в грі Sonic & Sega All-Stars Racing. Гра Sonic Chronicles: The Dark Brotherhood також використовує як музичне оформлення рівнів, ремікси треків з обох версій: на рівні «Angel Island» звучить музика японська версія Поганого Майбутнього «Collision Chaos», в «Metropolis Ground Zero» — японська версія Минулого" Tidal Tempest", а в «N'rrgal Colony» — американська версія Хорошого Майбутнього «Quartz Quadrant».
Після SegaSonic the Hedgehog, Sonic the Hedgehog CD стала другою грою серії, в якій присутня озвучка. Так Соник може сказати «I'm outta here!», Якщо буде стояти три хвилини без руху, або при отриманні додаткового життя сказати «Yes!». Крім того, в американській версії, при появі напису «GAME OVER» буде чути злісний сміх. У «Palmtree Panic», якщо Емі схопить Соника, вона буде хихикати, а коли буде спіймана Метал Соніком у «Collision Chaos», закричить.

## Порти і відмінності версій
Sonic CD була портована на IBM PC, ставши першою грою серії для персонального комп'ютера. Дана версія була випущена в Японії 9 серпня 1996 року, 26 вересня 1996 року в Північній Америці і 3 жовтня 1996 в Європі, і відрізнялася поліпшеною якістю і збільшеною довжиною анімаційного відкриває FMV-ролика. Однак, ця версія не сумісна з Windows XP, Windows Vista та Windows 7 з причини відсутності деяких файлів. Дану ситуацію виправляє спеціальний патч «Sonic CD PC Fix».
Крім DirectX-версії гри, також існувала менш поширена перша версія Sonic CD для ПК. Вона використовувала Dino libraries, попередника DirectX розробленого Intel. Дана версія продавалася тільки разом з комп'ютерами Packard Bell як передвстановлена гра, а також в парі з іншими іграми серії для ПК. Після випуску DirectX 3, Sega портувала Dino для DirectX, і випустила Sonic CD у формі DirectX.
На додаток до порту на ПК, Sonic CD входить до збірки Sonic Gems Collection на Nintendo GameCube і, в Японії та Європі, PlayStation 2 вийшов у 2005 році. Ця версія портована з ПК версії має деякі поліпшення у відношенні швидкості гри, проте вона також має декілька незначних графічних помилок, наприклад, відсутність кольору води на рівні «Tidal Tempest». Саундтрек в цій версії залежить від регіону, хоча європейська версія гри містить американський саундтрек (на відміну від попередніх релізів, в яких у європейських версіях використовувався японський саундтрек). У даній версії також відзначається вища якість анімаційного вступу та закінчення.
Крім Sonic Gems Collection для Nintendo GameCube та PlayStation 2, Sonic the Hedgehog CD входила в такі збірники ігор: Sega Family Fun Pak (1996), Sonic Action Pack (2000), Sonic Action 4 Pack (2001), Twin Pack: Sonic CD and Sonic & Knuckles Collection (2002) і Sega PC Mega Pack (2003). Всі дані комплектації випускалися тільки для персонального комп'ютера.
Sonic CD був портований на PlayStation Network, Xbox Live Arcade, Steam, iOS, Android, Windows Phone 7 у 2011 та 2012 роках.
Крім платформних відмінностей, гра також розрізнялася і міжрегіональні. Так, в американській версії гри є можливість повторного запуску рівня ціною втрати життя; для цього потрібно поставити гру на паузу, а після натиснути кнопку A, B або C. Крім того, в керівництві американської версії Емі Роуз була помилково названа Принцесою Саллі, персонажем мультсеріалу та коміксу Sonic the Hedgehog.

## Відгуки
Sonic the Hedgehog CD отримала безліч позитивних відгуків, і за оцінками була найкращою грою для Sega CD. Гра отримала високу оцінку за новаторські подорожі в часі, представлення і музику. Попри це критичне визнання, грі не вдалося повторити комерційний успіх інших ігор серії Sonic the Hedgehog, особливо через непопулярність приставки Sega CD. Копії Sonic CD були розподілені через безкоштовну пошту — у пропозиції покупцям ознайомитися з «вершиною ігор» для Sega CD (на додаток до гри Sewer Shark) як реклама приставки.
Менш позитивними були відгуки про ПК-версії. Багатьом не подобалося якість гри і різкість, в порівнянні з дуже гладким геймплеєм на версії Sega CD. Недоліком цієї версії також вважається неможливість запуску гри на операційних системах Windows XP і пізніших без патча.
Журнал Electronic Gaming Monthly визнав Sonic the Hedgehog CD найкращою відеогрою 1993 року на Sega CD, а сайт ScrewAttack, в січні 2008 року, поставив гру на перше місце серед найкращих в серії в своєму списку «Найкращих і найгірших ігор Sonic the Hedgehog».

## Адаптації і згадки в інших іграх
Сюжет Sonic the Hedgehog CD був адаптований у № 24-28 коміксів Sonic the Comic від Fleetway Editions (арка «The Sonic Terminator») вийшли у квітні-червні 1994 року, та № 25 коміксів Sonic the Hedgehog від Archie Comics що вийшов у червні 1995 року. У коміксах Sonic the Hedgehog, також згадується, що озеро Never Lake, знаходиться в Королівства Мерсія, де народилася Емі. У версії Sonic the Comic Little Planet названа Miracle Planet.
У грі Sonic Adventure, коли Емі згадує «старі добрі часи», показана сценка з Sonic CD коли Сонік рятує Емі від Метал Соніка. Однак там використаний новий дизайн Емі. Найімовірніше, програмісти не стали створювати нову модель персонажа для використання всього в одному ролику.